# Губин Угол
Губин Угол — деревня в Кимрском районе Тверской области России, входит в состав Фёдоровского сельского поселения.

## География
Деревня расположена на берегу озера Губин Угол в 1,5 км на запад от центра поселения деревни Фёдоровка и в 11 км на юго-запад от города Кимры. 

## История
В 1858 году в селе была построена каменная Покровская церковь с 5 престолами, метрические книги с 1780 года. 
В конце XIX — начале XX века село входило в состав Ларцевской волости Корчевского уезда Тверской губернии. 
С 1929 года деревня являлась центром Губино-Угольского сельсовета Кимрского района Кимрского округа Московской области, с 1935 года — в составе Калининской области, с 1994 года — в составе Фёдоровского сельского округа, с 2005 года — в составе Фёдоровского сельского поселения.

## Население
| 1859 | 1887 | 2002 | 2010 |
| ---- | ---- | ---- | ---- |
| 247  | ↗278 | ↘73  | ↘52  |